# Dimorphostylis manazuruensis
Dimorphostylis manazuruensis är en kräftdjursart som beskrevs av Gamo 1960. Dimorphostylis manazuruensis ingår i släktet Dimorphostylis och familjen Diastylidae. Inga underarter finns listade i Catalogue of Life.